# Cytospora personata
Cytospora personata är en svampart som först beskrevs av Elias Fries, och fick sitt nu gällande namn av Pier Andrea Saccardo 1882. Cytospora personata ingår i släktet Cytospora och familjen Valsaceae.   Inga underarter finns listade i Catalogue of Life.